# بذرانداز
بذرانداز (نام علمی: Sporobolus) نام یک سرده از تیره گندمیان است.